# Richard Schroeder (Politiker)
Richard Wilhelm Emil Schroeder (* 30. März 1856 in Mewegen; † 20. April 1908 in Stargard) war ein deutscher Jurist und Politiker.

## Leben
Als Sohn eines Lehrers geboren, studierte Schroeder nach dem Besuch des Marienstiftsgymnasiums in Stettin Rechts- und Kameralwissenschaften in Jena, Leipzig, Heidelberg und Greifswald. Während seines Studiums wurde er 1876 Mitglied der Burschenschaft Teutonia Jena und 1877 der Burschenschaft Allemannia Heidelberg. Nach Examen und Referendariat wurde er Assessor in Stettin und später Stellvertretender Syndikus der Stadt Demmin. 1894 wurde er Oberbürgermeister von Stargard.